# حزب الشعب الديمقراطي (موريتانيا)
حزب الشعب الديمقراطي هو حزب سياسي في موريتانيا.

## التاريخ
فاز الحزب بمقعد واحد في انتخابات 2013 البرلمانية.